# Bitka pri Platajah
Bitka pri Platajah je bila bitka, ki je potekala avgusta 479 pr. n. št. med grško koalicijo in perzijskimi napadalci. Grki so Perzijce odločilno premagali.

## Predhodno dogajanje
Po bitki pri Salamini se je Kserks I. Veliki vrnil v Perzijo in zaupal poveljstvo vojske Mardoniju; njegov cilj je bil zavzetje vsega grškega ozemlja.
Mardonijev delegat, Aleksander I. Makedonski, je ponudil premirje Atenam, avtonomno vlado in perzijsko pomoč pri obnovitvi mesta v zameno, da se pridružijo Perzijcem. Atenčani so to zavrnili in zaprosili Šparto za pomoč, čeprav je bila ta bolj pripravljena za obrambo Peloponeza. Perzijci so ponovno zavzeli Atene, toda Atene so ponovno zavrnili predhodni predlog. 
Ker je v Šparti potekal tradicionalen verski festival, so sprva oklevali, nato pa poslali 40.000 vojaščakov pod poveljstvom Pavzanija; od tega je bilo 5.000 špartiatov, ker je predstavljalo največjo koncentracijo Špartancev kdajkoli (po navadi je bila špartanska vojska sestavljena iz periokov in zavezniških plemen in bolj malo polnopravnih špartiatov). 
Ko je Mardonij to zvedel, je še tretjič opustošil Atene, nakar se je umaknil v Tebe, kjer je pričakal Grke.

## Uvod v bitko
Predhodno pred bitko so se Perzijci utrdili za reko Azop, da bi tako preprečili združitev prihajajočih grških sil, toda zgodilo se je nasprotno.
Atene so poslale 8.000 svojih vojakov, da se pridružijo špartanski vojski (35.000 periojkov in helotov ter 5.000 špartiatov), ki so napredovali proti prelazu Citeron, kjer bi se lahko uspešno branili. Perzijci so odposlali konjenico pod poveljstvom Masistija. Združeni Megarci in Atenci pod poveljstvom Olimpiodorija so odbili napad in pri tem ubili tudi perzijskega poveljnika. 
Grki so se nato odločili, da se bodo spustili v Platajsko ravnino proti perzijskem taboru, saj se bodo na ravnini hopliti lažje borili.
Bojni razpored je bil sledeč: levo krilo so tvorili Atenčani in Megarci, center Tegejci in desno krilo Špartanci. Istočasno so prišli še kontingenti vojakov iz drugih grških polisov, tako da je grška vojska naštela 110.000 vojakov. Herodot je zapisal, da so imeli Perzijci okoli 250.000 ljudi, čeprav naj bi imeli le okoli 80.000.
Obe vojski sta nato taborili 10 dni na skupni ravnini (z občasnimi manjšimi spopadi), dokler se ni Mardonij odločil, da napade in tako preseneti Grke. Toda Aleksander I. Makedonski jih je posvaril in tako izničil presenečenje. Grki so zato spremenili bojni razpored tako, da so se Atenci in Špartanci zamenjali, tako da bodo Atene prevzele center obrambe na desnem krilu vojske proti glavnemu napadu Perzijcev, medtem ko se bodo Spartanci borili proti grškim najemnikom v perzijski službi. Ker so Perzijci spremenili tok reke in tako odrezali Grke od vode in istočasno pretrgali oskrbovalne poti, so Grki zamenjali tabor.
Tudi perzijski bojni razpored je bil klasičen: desno krilo so tvorili grški najemniki, center in levo krilo pa Perzijci. Največja udarna perzijska sila, njihova konjenica, je bila maloštevična in tako ni predstavljala samostojne vojaške enote, ampak je bila enakomerno razdeljena v podporo pešakom in lokostrelcem.

## Potek bitke
Ko so Perzijci videli, da Grki zapuščajo tabor, so jih napadli. Perzijska konjenica in lokostrelci so napadli prvi in dosegli le to, da se je spremenil bojni razpored obeh vojska. Perzijsko desno krilo je napadel grški center, ki se je umaknil in postal levo grško krilo, ki je branilo dostop do mesta Plataje. Grško levo krilo (Šparta) se je istočasno umaknilo in postalo grški center ter zavrnilo perzijski napad njihovega levega krila. Atenci so se umaknili na ravnino med križiščem cest za Platajo in Tebe, kjer so zavrnili napad perzijskega levega krila.
Ko konjeniki in lokostrelci niso dosegli nič, je naposled prišla perzijska pehota, ki je takoj napadla grške linije. Toda grška falanga se je ponovno izkazala, Perzijci niso mogli prodreti suličnega ščita. Tako je v bitki padel Mardonij. Poveljstvo je prevzel Artabazij, ki je takoj prekinil napad in ukazal umik; Grki so jim sledili in zasedli njihov tabor.
Herodot je zapisal, da so Grki izgubili le 159 vojščakov, medtem ko je preživelo bitko le 43.000 Perzijcev.

## Po bitki
Ta bitka je bila odločilna, saj potem Perzijci niso nikoli več napadli celinske Grčije z namenom popolne pokoritve. Ugotovili so, da je grška taktika boljša ter da so tudi sami vojščaki bolje opremljeni in izurjeni. 
Iz nabranega plena so naredili bronast spomenik v obliki prepletenih kač - Kačji steber, ki so ponazarjale vse grške polise, ki so sodelovali v bitki ter ga darovali Apolonu v Delfih. Del spomenika je ohranjen in stoji v Konstantinovem hipodromu v Istanbulu.

## Herodotov zapis
Herodot je v svojih Zgodbah zapisal:
(...) Klali so žrtve, da bi začeli boj z Mardoniom in njegovo vojsko, toda znamenja so bila neugodna in med tem so že na gosto padali, še veliko več pa je bilo ranjenih. Kajti Perzijci so se zagradili za steno ščitov in so Grke brez prizanašanja obsipavali s puščicami. Ker so bili Špartanci v taki stiski in so se daritve kujale, je Pausanias obrnil oči na Herino svetišče ter zaprosil boginjo, naj jih ne ukani v njihovem upanju. Še ko je molil, so se Tegeati vzdignili ter prvi prešli v napad. Takoj po Pausaniovi molitvi so Lakedajmonci dosegli ugodne daritve. Ko je bilo tako daleč, da so se sami začeli primikati Perzijcem, a ti so nehali streljati in segli po kopjih in mečih. Najprej se je razvil boj za ščitni zid; ko je bil ta predrt, je dolgo vihrara vroča bitka ob samem svetišču, naposled pa so se spopadli iz neposredne bližine. Tu so barbari z rokami prijemali sovražne sulice ter jih lomili. Po srčnosti in moči Perzijci niso zaostajali za Grki, toda bili so brez težke oprave, poleg tega pa manj iznajdljivi in spretni kot nasprotnik. Po eden ali po deset, pa tudi v večjih ali manjših gručah so drveli naprej, napadali špartiate in padali. Na kraju, kjer se je boril Mardonis, sedeč na belem konju, z izbrano četo tisoč najboljših Perzijcev okoli sebe, je bil pritisk na nasprotnike najhujši. Dokler je bil Mardonios živ, so se Perzijci krepko držali in pobili silo Lakedajmoncev, ko pa je padel on in jedro vojske okoli njega, so popustili tudi drugi ter se umaknili. Največ izgub so Perzijci imeli zato, ker niso nosili težkih oprav in so se lahko oboroženi borili s hopliti. Tako se je končala ta bitka ... (...)
prevedel Anton Sovre